# Władysław Dzierżyński

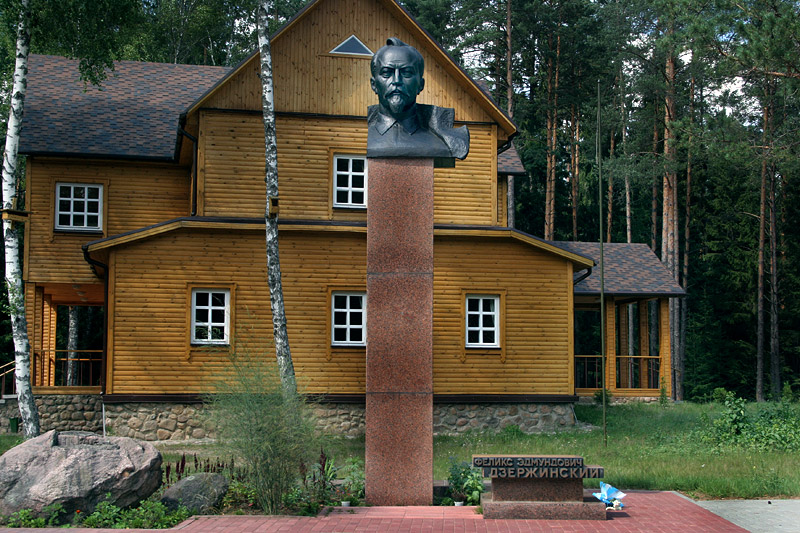
Rodzinny dwór w Oziembłowie (Dzierżynowie) po rekonstrukcji na pocz. XXI w.; elewacja boczna

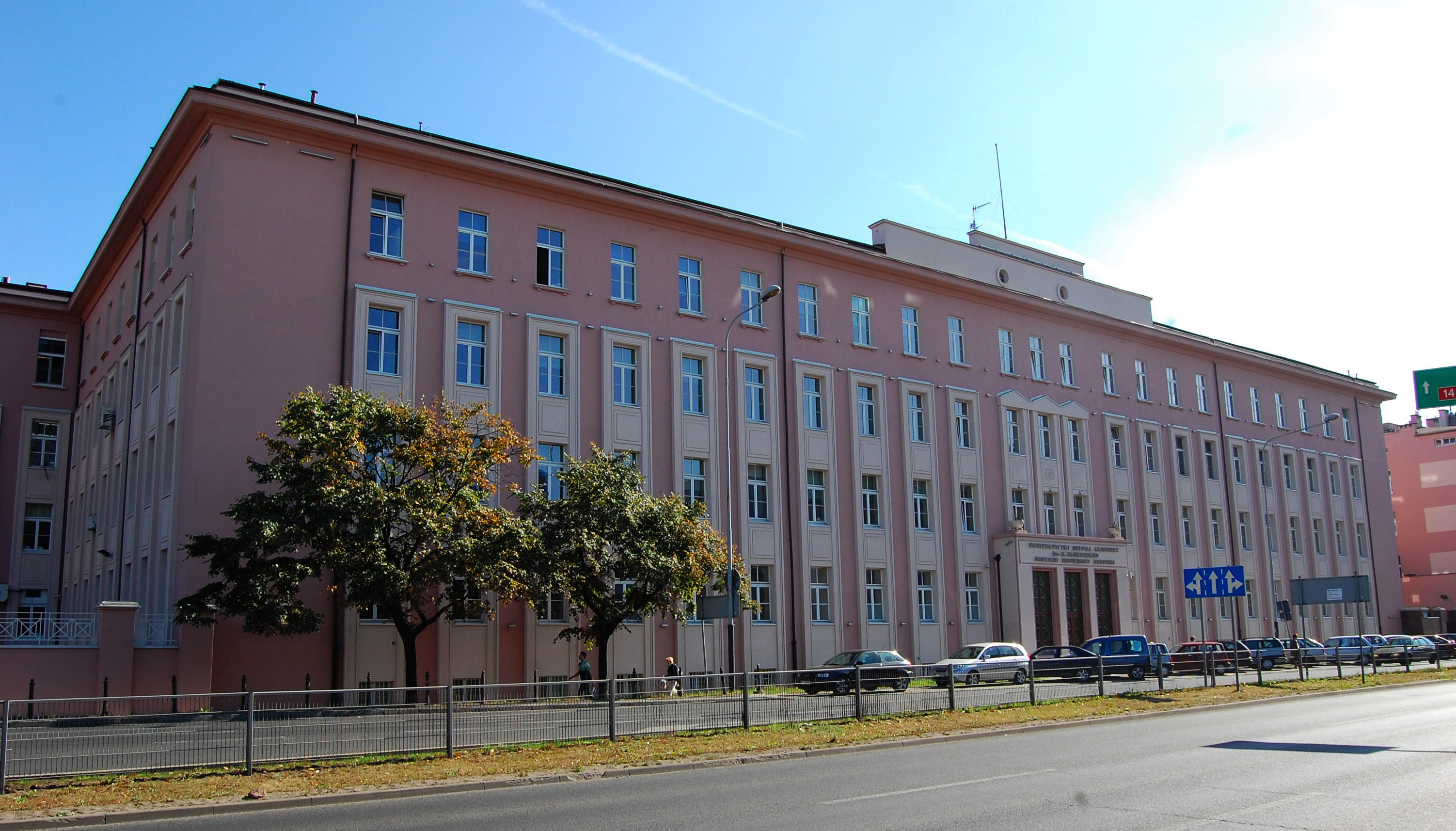
Dawny szpital Kasy Chorych w Łodzi im. prez. I. Mościckiego; obecnie Szpital Kliniczny im. N. Barlickiego, przy ul. S. Kopcińskiego 22

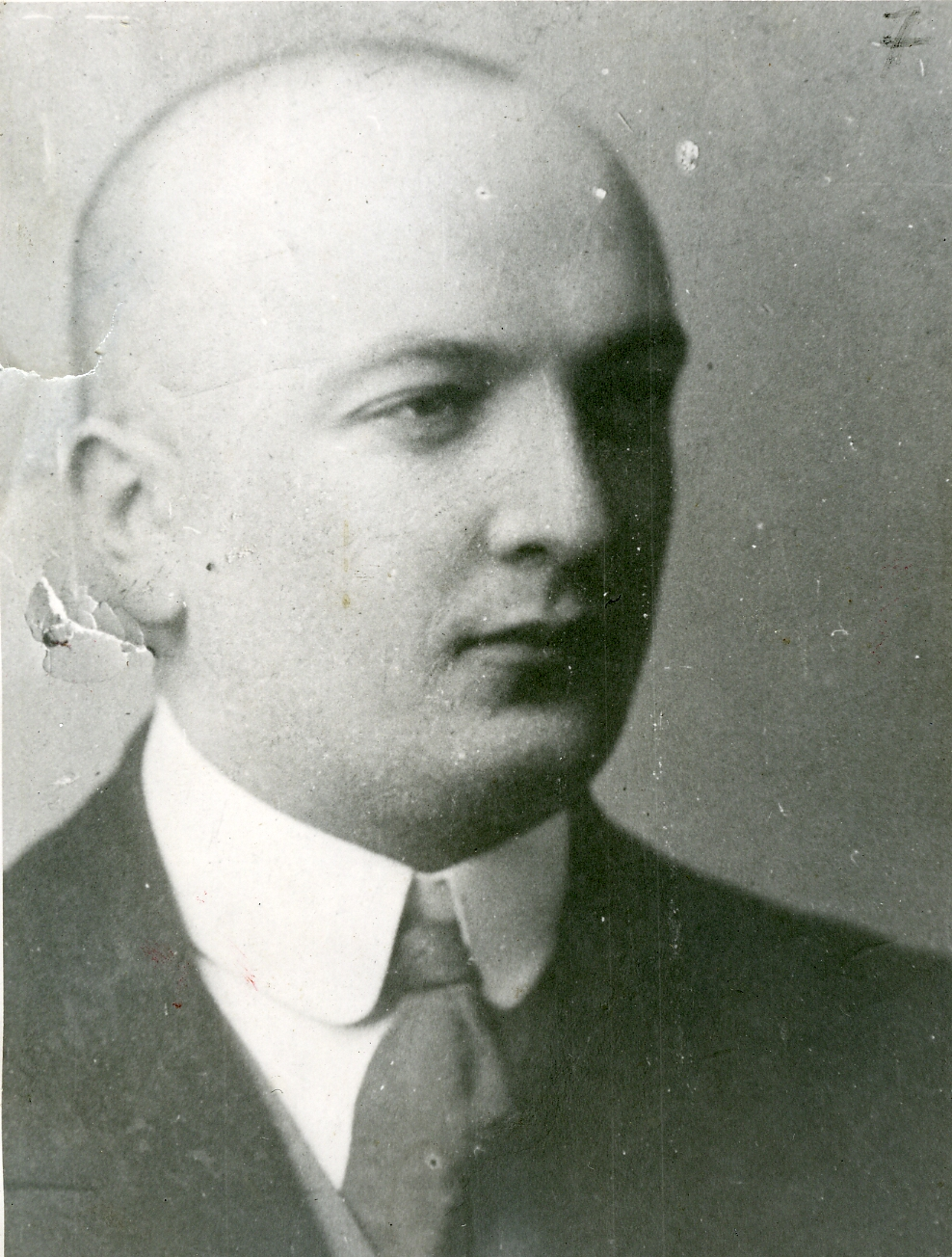
Władysław Dzierżyński po cywilnemu

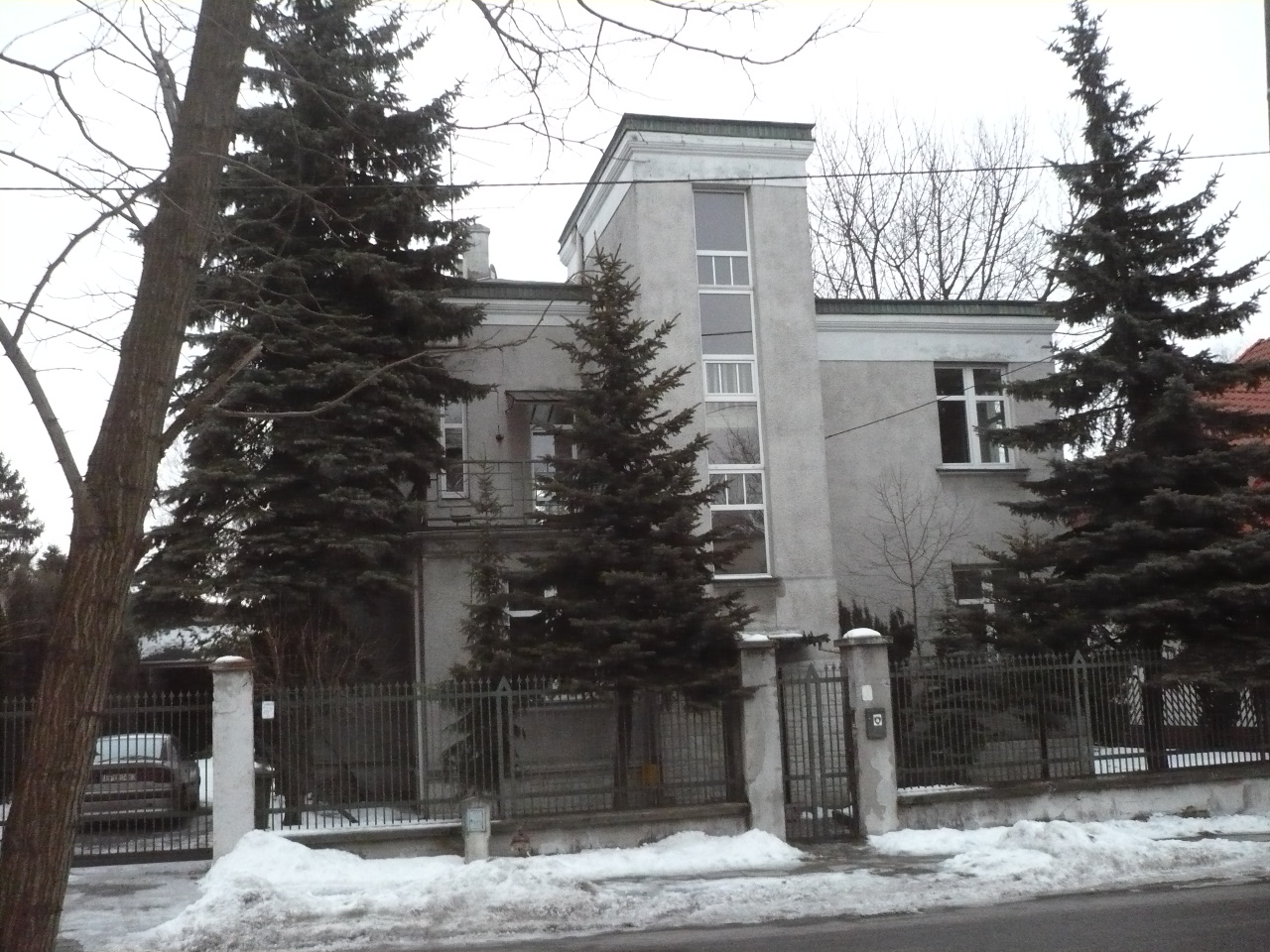
Willa Władysława Dzierżyńskiego w Łodzi przy ul. E.Orzeszkowej 7; stan współczesny

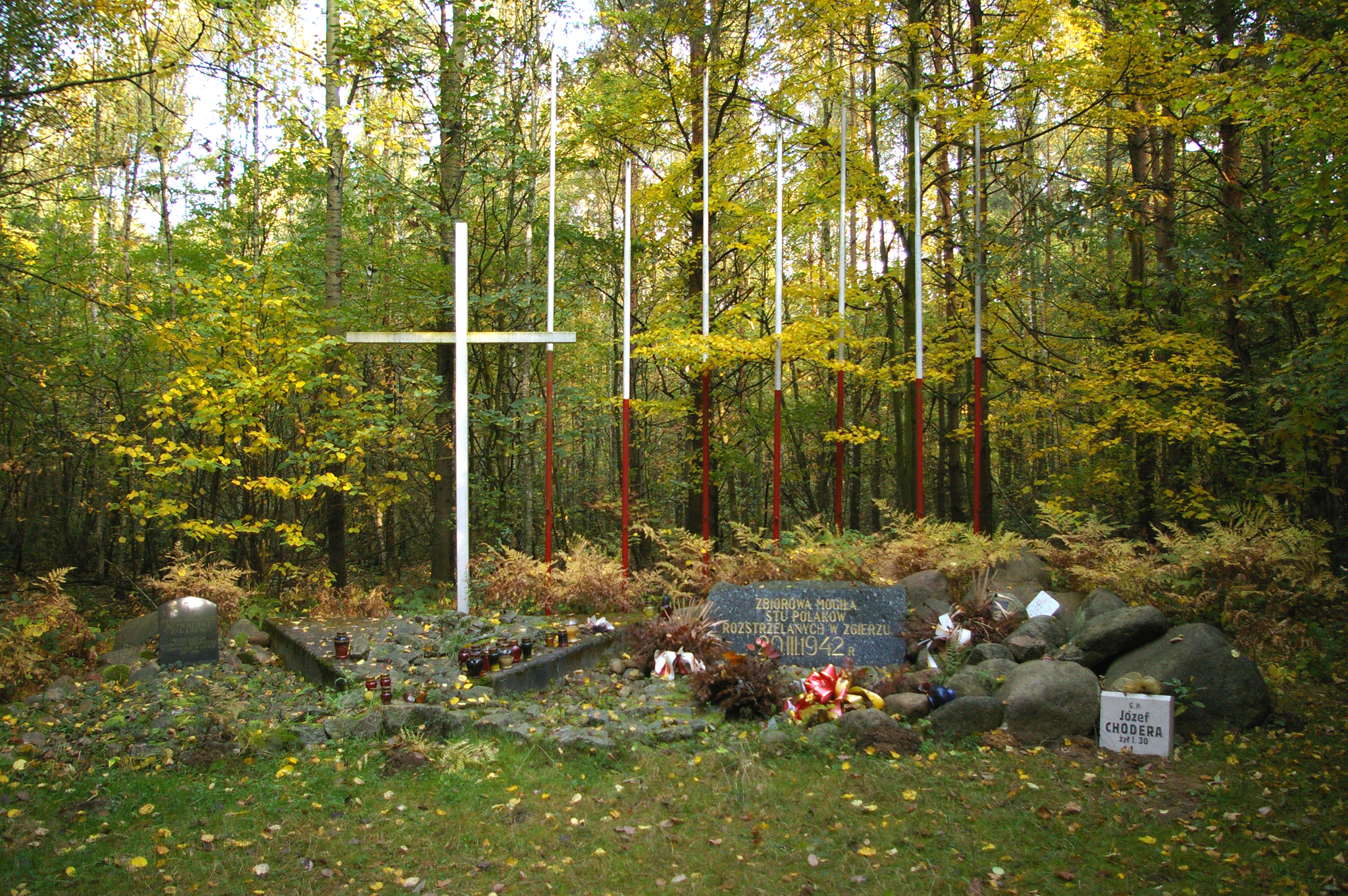
Zbiorowa mogiła 100 rozstrzelanych Polaków w lasach w okolicy miejscowości Lućmierz-Las, w której spoczywa Władysław Dzierżyński

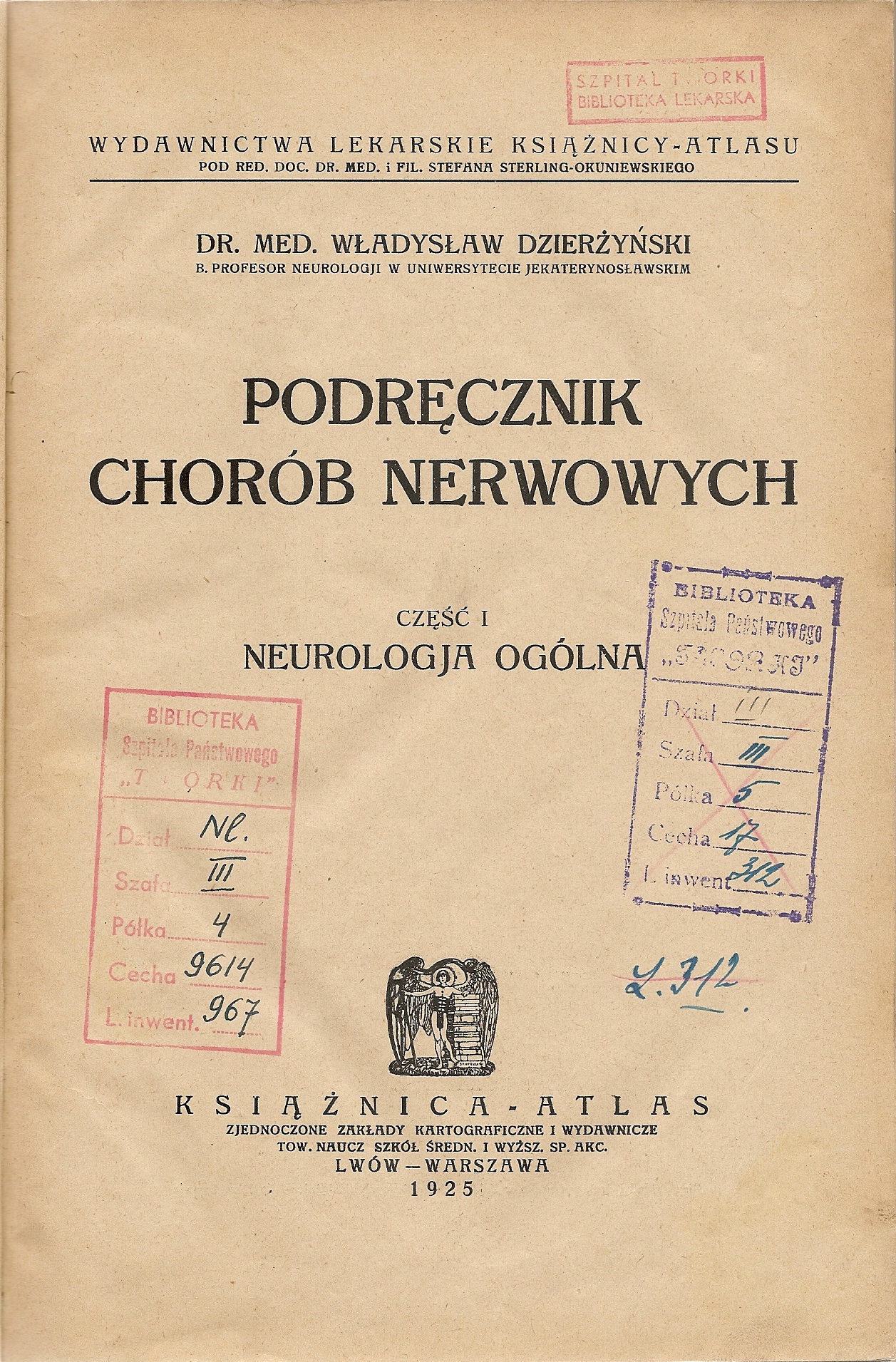
Strona tytułowa części 1. podręcznika neurologii prof. W. Dzierżyńskiego; 1925 r.

Władysław Dzierżyński herbu Samson (ros. Владислав Эдмундович Дзержинский, ur. 11 marca 1881 w Oziembłowie, zm. 20 marca 1942 w Zgierzu) – polski lekarz neurolog i psychiatra, profesor uniwersytetu w Jekaterynosławiu, autor pierwszego polskiego podręcznika akademickiego do neurologii, pułkownik lekarz Wojska Polskiego, najmłodszy z dzieci Edmunda, brat Feliksa Dzierżyńskiego.

## Życiorys
Jego rodzicami byli Edmund (1839–1882) i Helena z Januszewskich (1850–1896). Ojciec pochodził ze starej polskiej rodziny szlacheckiej h. Samson, był emerytowanym profesorem gimnazjalnym fizyki i matematyki. Matka pochodziła z rodziny inteligenckiej; była córką Ignacego Januszewskiego – cenionego wileńskiego profesora, specjalisty od zagadnień komunikacji i drogownictwa. Miał liczne rodzeństwo: siostry: Aldonę (1870–1966), Jadwigę (1871–1949) i Wandę (1878–1892) oraz braci: Stanisława (1872–1917), Kazimierza (1875–1943), Feliksa (1877–1926) i Ignacego (1879–1953). Dwoje tu nie wymienionych zmarło w bardzo młodym wieku.
Urodził się 11 marca 1881 roku w rodzinnym majątku w Oziembłowie pod Stołpcami (Białoruś), którego nazwę po ukończeniu w 1880 r. nowego domu rodzice zmienili na Dzierżynowo. Od 1892 roku uczył się w I Gimnazjum w Wilnie, potem w I Gimnazjum w Petersburgu, które ukończył w 1900 roku. W tym samym roku podjął studia medyczne na wydziale medycznym Uniwersytetu Moskiewskiego, które ukończył w 1906 roku. Po otrzymaniu dyplomu podjął pracę w ośrodku psychiatrycznym w miejscowości Buraszewo. Od 1908 pracował jako pozaetatowy ordynator w moskiewskiej przychodni neurologicznej u prof. Władimira Rotha. Tytuł doktora nauk medycznych otrzymał w Moskwie w 1911 r. na podstawie dysertacji Onto-, filo- i histogeneza nadnercza. W 1913 r. został ordynatorem Gubernialnego Szpitala Ziemskiego w Charkowie. W tym samym roku opublikował swoją najbardziej znaną pracę dotyczącą zaburzeń rozwojowych pod nazwą Dystrophia periostalis hyperplastica familiaris (rodzinne zwyrodnienie okołokostne rozrostowe). W 1915 r. został mianowany docentem na Uniwersytecie Charkowskim, w Katedrze neurologii i psychiatrii.
Podczas I wojny światowej służył m.in. w szpitalu wojskowym w Penzie. Był też na froncie w Karpatach.
Jeden ze współorganizatorów Uniwersytetu w Jekaterynosławiu, m.in. wraz z chirurgiem, prof. Wincentym Tomaszewiczem, na którym otrzymał tytuł profesora w 1919 roku (w wieku 38 lat). Od 1920 roku dziekan Wydziału Lekarskiego, a w 1921 roku wybrany prorektorem tego uniwersytetu. Podczas działalności w Rosji wydał drukiem 92 prace naukowe.
W końcu pierwszej połowy 1922 roku wyjechał do Polski. Tu wstąpił do Wojska Polskiego w randze podpułkownika lekarza, ze starszeństwem od 1 lipca 1919 roku.
Otrzymał przydział do 10. Szpitala Wojskowego w Przemyślu. Tu też rozpoczął pracę nad pierwszym polskim podręcznikiem akademickim do neurologii, którego pierwszy tom pt. „Podręcznik Chorób Nerwowych – Neurologia ogólna” ukazał się w 1925, tom drugi z podtytułem „Neurologia szczegółowa” opublikował w 1927 roku. Publikację tę zadedykował „Wojskowej Służbie Zdrowia Odrodzonej Polski”.
Prawdopodobnie w połowie 1928 przeniósł się do Krakowa, gdzie podjął pracę w 5. Wojskowym Szpitalu Okręgowym. Poza tym prowadził prywatną praktykę lekarską w swoim gabinecie w Krakowie przy al. J. Słowackiego 60. W 1930 wygrał konkurs, z wysoko ustawioną poprzeczką wymaganych kwalifikacji, na ordynatora oddziału neurologicznego w nowo oddanym do użytku – 25 kwietnia 1930 – najnowocześniejszym podówczas szpitalu w Polsce, w Szpitalu Kasy Chorych w Łodzi im. prez. I. Mościckiego (obecnie Szpital Kliniczny Uniwersytetu Medycznego w Łodzi im. N. Barlickiego przy ul. S. Kopcińskiego). W związku z wygranym konkursem zwrócił się – jako czynny wojskowy – o przeniesienie do Łodzi, co dokonało się rozkazem ministra spraw wojskowych z czerwca 1930 r.; tu na stanowisko st. ordynatora oddziału neurologicznego w tutejszym 4. Okręgowym Szpitalu Wojskowym.
2 grudnia 1930 roku Prezydent Rzeczypospolitej Ignacy Mościcki nadał mu stopień pułkownika ze starszeństwem z 1 stycznia 1931 roku i 7. lokatą w korpusie oficerów sanitarnych, w grupie lekarzy. Jednocześnie zezwolił mu na nałożenie oznak nowego stopnia przed 1 stycznia 1931 roku.
Kontynuował prywatną praktykę mieszkając w tym czasie w centrum miasta, przy ul. R. Traugutta 5 (w pobliżu Grand Hotelu). W 1933 roku został zastępcą członka Tymczasowego Zarządu Głównego Polskiego Towarzystwa Neurologicznego. W roku 1936 wszedł do grona założycieli oddziału łódzkiego PTN, którego został pierwszym prezesem. Po sądowej rejestracji Polskiego Towarzystwa Neurologicznego w 1937 roku został wybrany na członka Zarządu Głównego PTN. Z dniem 30 czerwca 1934 przeszedł w wojsku w stan spoczynku. Prawdopodobnie odszedł też z pracy w szpitalu wojskowym. W latach 30. przeszedł operację raka szczęki, co później wiązało się z koniecznością noszenia protezy podniebienia. Niedługo przed wojną zbudował lub zakupił okazałą modernistyczną willę przy ul. E. Orzeszkowej 7 w willowej dzielnicy Łodzi na Julianowie (zachowała się), w której mieszkał do czasu aresztowania przez Niemców w lutym 1942 roku.
Po wybuchu II wojny światowej, zapewne ze względu na wiek (58 lat), nie został powołany do czynnej służby wojskowej. Po rozpoczęciu okupacji niemieckiej w Łodzi (od 8 września) uniknął aresztowania podczas pierwszej fali prześladowań łódzkiej inteligencji (w ramach „Intelligenzaktion”) przez miejscowe gestapo w listopadzie 1939 r., ponieważ wcześniej zadeklarował narodowość białoruską. Pomimo tego został jednak usunięty z pracy w szpitalu Kasy Chorych. Ordynaturę po nim objął jego dotychczasowy podwładny, Niemiec z pochodzenia – dr Oskar Winter. W związku z tym prywatna praktyka lekarska stała się jedynym źródłem jego utrzymania. Prowadził ją w swojej willi przy ówczesnej Nelkenweg 7 (wcześniej i obecnie E. Orzeszkowej).
Przez długi czas w historiografii łódzkiego AK utrzymywał się mylny pogląd, że był pierwszym szefem Służba Zdrowia Okręgu AK w Łodzi.
Aresztowany 13 lutego 1942 r. podczas dużej fali zatrzymań w okręgu łódzkim AK. Najpierw osadzony w więzieniu łódzkiej policji i Gestapo przy Robert-Koch-Str. (S. Sterlinga) 16. Stąd już ok. 15 lutego przewieziony do Rozszerzonego Więzienia Policyjnego na Radogoszczu (Erweitertes Polizeigefängnis, Radegast). Tu najpierw umieszczony na ogólnej sali więziennej, ale po kilku dniach – prawdopodobnie za sprawą dra Oskara Wintera, który w tym czasie był również lekarzem łódzkich więzień – przeniesiony na izbę chorych, gdzie były nieco lepsze warunki bytowania. Według współwięźnia – Mieczysława Sudry – dr Winter odnosił się do prof. Dzierżyńskiego przez cały czas jego pobytu na Radogoszczu z szacunkiem i pomagał mu w miarę swoich możliwości. Inni współwięźniowie wspominają, że przez cały czas pobytu w tym więzieniu wyróżniał się godną postawą. Nie ulegał wachmanom radogoskim. Gdy z innymi był wypędzany na apele nie krył się przed ich razami, schodził spokojnie, z podniesioną głową. Taka postawa groziła przynajmniej ciężkim pobiciem.
Zginął 20 marca 1942 r., podczas zgierskiej egzekucji 100 Polaków na ówczesnym pl. Stodół. Egzekucja była odwetem za zastrzelenie w Zgierzu, 6 marca tego roku dwóch gestapowców, przez członka AK Józefa Mierzyńskiego, w trakcie ujawniania przez niego miejsca ukrycia broni. Mimo że Niemcy znali sprawcę, celem sterroryzowania narodu polskiego zastosowali zbiorową odpowiedzialność. Była to największa publiczna egzekucja nie tylko na terenie Kraju Warty i jedna z największych na terenie całego okupowanego przez Niemców obszaru Polski. Pozostaje do źródłowego wyjaśnienia przyczyna dołączenia profesora do straconych w tej egzekucji.
Ciała ofiar egzekucji zostały zakopane na terenie lasu lućmierskiego (niedaleko drogi Zgierz – Ozorków). Dziś upamiętnia to miejsce, oprócz zaznaczonego w lesie miejsca pochówku, niewielki obelisk stojący przy drodze ze Zgierza do Ozorkowa (fragment trasy Łódź – Gdańsk). Natomiast w miejscu egzekucji stoi pomnik, a sam plac nosi miano Placu Stu Straconych.
Dzierżyński był postrzegany przez współpracowników jako wysokiej klasy lekarz i naukowiec, który chętnie dzielił się swoją wiedzą np. ze swoimi asystentami. Między innymi wśród nich był w latach 1930–1936 późniejszy twórca polskiej neurochirurgii – prof. Adam Kunicki (1903–1989). W życiu codziennym był jednak nieco oschłym człowiekiem i ascetą, chociaż służył bezinteresowną pomocą np. podczas pobytów w rodzinnym Dzierżynowie, lecząc tam okoliczną ludność. Zapalony myśliwy. W końcu lat 30. aktywnie współuczestniczył w ostrym konflikcie pomiędzy łódzkimi lekarzami pochodzenia nieżydowskiego a żydowskiego z pozycji antysemickiej. W gronie rodzeństwa Dzierżyńskich najbliższe stosunki łączyły go z siostrą Aldoną i bratem Feliksem, chociaż nie podzielał jego poglądów.
16 marca 1928 r. został odznaczony Złotym Krzyżem Zasługi.

## Rodzina
Władysław Dzierżyński był dwukrotnie żonaty. Po raz pierwszy z Zofią Siła-Nowicką, którą poślubił w maju 1905 roku. Poznał ją poprzez jej brata – Aleksandra (1878–1941), kolegę z uczelni, a później stryja znanego mecenasa i doradcy „Solidarności” w latach 1986–1989 – Władysława Siły–Nowickiego (1913–1994). W maju 1906 r. urodziła im się córka – Zofia. Małżeństwo rozpadło się na początku lat 20. Zofia Siła-Nowicka zmarła w 1943 w Ałma-Acie. Ich córka, Zofia Kowalewska, zmarła w Moskwie w 1984 roku.
Po raz drugi ożenił się z Katią (Katarzyną; 1888–1976), primo voto Awierianową, wdową po carskim prokuratorze, który zginął podczas rewolucji październikowej. Ślub wzięli w Jekaterynosławiu 8 lutego 1922 roku, niedługo przed wyjazdem do Polski. Pochowana została na cmentarzu prawosławnym na Dołach w Łodzi, przy ul. Telefonicznej (w pobliżu spoczywa jej córka – Wiera).
Katarzyna z pierwszego małżeństwa miała córkę – Wierę, która jeszcze przed wojną ukończyła medycynę.
Po II wojnie światowej w Łodzi zamieszkała jego siostra – Aldona (1870–1966), która wzięła dwukrotnie udział w próbie ratowania gen. Fieldorfa, ps. „Nil” – na prośbę żony generała: raz po aresztowaniu, drugi raz po wyroku. Obie interwencje zakończyły się niepowodzeniem. Natomiast dzięki jej wstawiennictwu nie wykonano wyroku śmierci na jej krewnym, Władysławie Siła-Nowickim z oddziału „Zapory” WiN-u. Spoczywa w części katolickiej na cmentarzu Doły.

## Dorobek naukowy
Władysław Dzierżyński opisał zespół, określany w starszym polskojęzycznym piśmiennictwie jako „zespół Dzierżyńskiego” (dystrophia periostalis hyperplastica familiaris; rodzinne zwyrodnienie okołokostne rozrostowe).
Autor pierwszego polskiego podręcznika akademickiego z zakresu neurologii, który został wydany w 1925 pod tytułem Podręcznik chorób nerwowych. Część I: Neurologia ogólna. W przedmowie do tej publikacji (tom I) prof. Kazimierz Orzechowski, polski neurolog, napisał:

Autor zebrał w niej podstawowe wiadomości ze wszystkich działów medycyny, konieczne do głębszego wniknięcia we właściwą klinikę neurologiczną. Znajdujemy tu zebrane razem w zwięzłą całość wiadomości, których trzeba było dotąd szukać w rozlicznych podręcznikach odpowiednich gałęzi medycyny. (...) Dotychczas liczni słuchacze naszych Wszechnic wiadomości neurologiczne, które znajdują w Jego książce, czerpać byli zmuszeni z dzieł w obcych pisanych językach. Tutaj otrzymają je w dźwiękach ojczystej mowy, które trwalej i wnikliwiej skojarzą i zapamiętają, zyskując ponadto na treści dzieła, przewyższającego wartością większą część używanych obecnie przez medyków podręczników, a z najlepszemi wytrzymującego porównania. (...) Autor książki jest w naszej literaturze zupełnie nieznanym. Jest on jednym z tych wielu, „którzy wrócili na Ojczyzny łono”, przynosząc ze sobą chęć szczerą do pracy, popartą rozległem doświadczeniem i dużą wiedzą. W osobie Prof. Dzierżyńskiego zyskuje neurologja polska pracownika nieprzeciętnej miary.

Podobno podręcznik ten służył studentom medycyny na polskich akademiach jeszcze do końca lat 60.

## Wybrane publikacje
- Epilepsia corticalis s. partialis continua. „Journal Nevropat. i Psikhiat. ... Korsakova”, 1910, No. 10, s. 532–557 i 1912 r., s. 783–757
  - to samo w: „Psikhiat. Gazeta”, Petrogrod 1916, No. III, s. 38–43.
- К изучению о Кожевниковской эпилепсии, Москва 1910.
- Развитие надпочечных желез, их гистогенез, онтогенез и филогенез. Москва: тип. Имп. Моск. ун-та, 1911.
- Клинические наблюдения в области невропатологии: К учению о хореях, полиомиэлитах и полиоэнцефалитах. 1912.
- Myoclonia Unverricht’a. „Żurnał newropatologii i psikhiatrii im. Korsakowa”, 1910, No. 10, s. 971–1012.
- Diagnosis of progressive chronic amyotrophies; neuromyogenic progressive amyotrophy. „Obozr. Psikhiat., Nevrol.”, No. XVII, 1912, s. 471–480.
- Клинические наблюдения в области невропатологии. Москва, 1912.
- Reflex amyotrophy and ascending neuritis. „Medicine Journal”, Kharkov, No. 14, 1912, s. 95–101.
- Dystrophia periostalis hyperplastica familiaris[26]. 1913.
- Przypadek syringomyelii z zanikami mięśniowymi różnego pochodzenia. „Medycyna i Kronika Lekarska”, No. 47(16), 1913, s. 311–313.
- Pseudoparalysis progressiva luetica sive paralysis stationaris luetica. „Medicinskij Obozr.”, No. 79, 1913, s. 52–61.
- Reflex and cerebral amyotrophies. „Nevrologiczeskij Vestnik”, No. 20. Kazan 1913, s. 794–843.
- Symptomocomplex produced by thrombosis of the posterior inferior cerebellar artery. „Medicine Journal”, Kharkov, No. 15, 1913, s. 231–243.
- Indications for surgical interference in acromegaly. „Voprosy Psikhiat. i Nevrol.”, 1914, No 3, s. 241–246.
- Преждевременное сращение черепных швов. „Юбилейный сборник проф. Н. Ф. Мельникова-Разведенкова”, Харьков 1914.
- Relation of epilepsy to abolished function of ductless glands. „Voprosy Psikhiat. i Nevrol.”, 1914, No III, s. 101–115.
- Case of monstrous development of the brain of a hen. „Psikhiat. Gazeta”, 1915, No. 2, s. 108.
- Dzierżyński W, Arakina LW. Hemiatrophia faciei progressiva. „Psikhiat. Gazeta”, 1915, No. 2, s. 69.
- Scaphocephaly. „Psikhiat. Gazeta”, 1915, No. 2, s. 255–261.
- Dystonia musculorum deformans (Dysbasia lordotica progressiva). „Psikhiat. Gazeta”, 1916, No. 3, s. 319–325.
- Деформация черепа в зависимости от преждевременного сращения швов. Петроград: Гос. тип., 1916.
- Symptomocomplex of gun-shot wounds of the 4 last cranial nerves. „Psikhiat. Gazeta”, 1916, No. 3, s. 102–106.
- Podręcznik chorób nerwowych. Część I: Neurologja ogólna. Lwów-Warszawa 1925.
- Rozszczepienie przykurczów skojarzonych względnie odruchów obronnych. „Lekarz Wojskowy”, 1926, nr 8(5/6), s. 429–443.
- Układowe cierpienie uogólnione kośćca (Hyperplasia periostalis). „Polska Gazeta Lekarska”, 1926, nr 5(41), s. 770–772.
- Podręcznik chorób nerwowych. Część II: Neurologja szczegółowa. Lwów-Warszawa 1927.
- Przyczynek do odruchów obronnych. „Lekarz Wojskowy”, 1927.
- Kurcze torsyjne i niedowład połowiczy pozapiramidowy. „Lekarz Wojskowy”, 1929, nr 13(10), s. 489–511.
- Układ roślinny i jego zespoły kliniczne. „Lekarz Wojskowy”, 1931, nr 18(7, 8), s. 253–263, 308–321.
- Przedwczesne zrośnięcie szwów czaszki (Synostosis duturarum praematura). „Lekarz Wojskowy”, 1932, nr 19(8), s. 409–420.
- Dzierżyński W, Jeżewski W, Kacenelson A. Infekcyjne porażenie nerwów okoruchowych. „Warszawskie Czasopismo Lekarskie”, 1933, nr 10(9), s. 197–201.
- Przypadek wzrostu olbrzymiego (Przyczynek do patogenezy gigantyzmu). „Rocznik Psychiatryczny”, 1933, nr 21, s. 108–124.
- Zespoły kliniczne wielogruczołowe na tle schorzeń przysadkowo-lejkowych. „Neurologia Polska”, 1937, nr 20(1), s. 3–120.
- Z kazuistyki rzadszych schorzeń kośćca. „Lekarz Wojskowy”, 1933, nr 21(4), s. 307–313.
- Choroby nerwowe w zarysie. Z 31 rycinami i 2 tablicami w tekście. Warszawa 1938.
- Nanosomia pituitaria hypoplastica hereditaria[27], 1938.